# Đuro Matijašević
Đuro Matijašević, oppure Đuro Matijašević Mattei (Ragusa, 12 gennaio 1670 – Roma, 14 dicembre 1728), è stato un poeta, letterato e presbitero croato.

## Biografia
Nel 1695 Đuro Matijašević divenne prete, segretario del console austriaco a Ragusa e guida spirituale del convento femminile di Santa Clara, ma nel 1710, volendo giustificare le accuse dell'Arcivescovo di Ragusa A. De Robertis, si trasferì a Roma, dove rimase per il resto della sua vita, e assunse la carica di canonico e procuratore degli affari finanziari della Repubblica di Ragusa.
Membro fondatore e operoso dell'Academia otiosorum eruditorum di Ragusa, soprattutto si dedicò a lavori lessicografici, per lo più manoscritti, tra i quali un dizionario latino-italiano-croato, Dictionarium Latino-Illyricum, per il quale raccolse oltre tredicimila voci, prendendo spunto e fonte di riferimento dalle opere di scrittori croati più antichi; inoltre affiancò questo lavoro con il saggio Meditationes grammaticae.
Rimasero manoscritte anche le altre opere letterarie di Matijašević, tra le quali un poemetto in un italiano latinizzato, intitolato Scortegatio lupi, una silloge di preghiere, le Preghiere devote (Molitve bogoljubne).
Alla fine del XVII secolo Matijašević ha raccolto la prima antologia di canzoni croate di musica orale.
Di notevole importanza risultò una raccolta contenente quattordici poesie popolari (1698), che presentò un gusto innovativo; le poesie vennero liberamente rielaborate da Matijašević e rappresentarono la prima raccolta del genere e la prima manifestazione di un interesse che si diffuse nei decenni seguenti. La raccolta impreziosì la letteratura croata di una ventata di originalità e di freschezza, dandole vigore e allargando il suo orizzonte.
Fu il primo proprietario conosciuto dell'unico manoscritto, molto probabilmente della metà del XVI secolo, che conservava la opere del poeta, drammaturgo e commediografo dalmata Marino Darsa.
Matijašević si distinse non solamente come scrittore di testi letterari, didascalici e religiosi in croato, ma soprattutto come guida della vita culturale.
Ha anche lasciato una ricca corrispondenza con gli amici di Ragusa.
Matijašević morì a Roma, il 14 dicembre 1728.